# Jana vandeschricki
Jana vandeschricki är en fjärilsart som beskrevs av Berger 1980. Jana vandeschricki ingår i släktet Jana och familjen Eupterotidae. Inga underarter finns listade i Catalogue of Life.